# Habrovany, Vyškov
Habrovany là một làng thuộc huyện Vyškov, vùng Jihomoravský, Cộng hòa Séc.